# John Pinkerton
John Pinkerton, né le 17 février 1758 et décédé le 10 mars 1826 est un cartographe, antiquaire, auteur, numismate et historien écossais et un des premiers défenseurs du suprémacisme allemand.